# Club Libertad
|  | No s'ha de confondre amb Club Deportivo Libertad. |

El Club Libertad és un club de futbol de la ciutat d'Asunción, Paraguai, situat al barri de Tuyucuá.

## Història

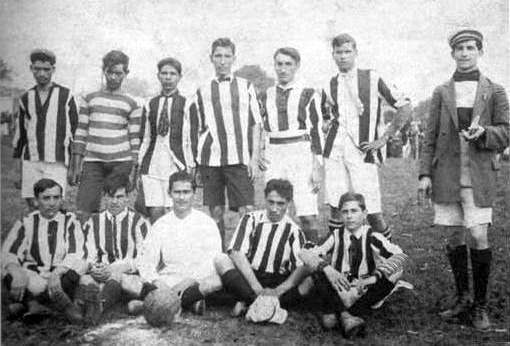
Equip del Libertad campió el 1910.

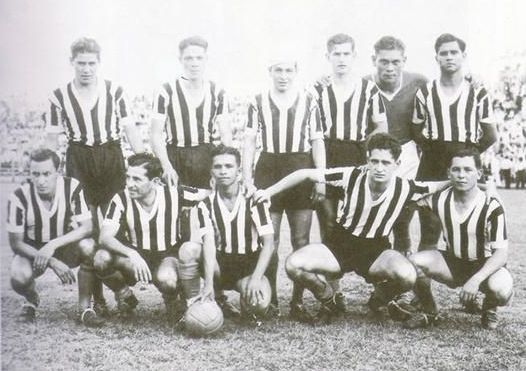
Equip del Libertad campió el 1945.

Va ser fundat el 30 de juliol de 1905. És una de les institucions més antigues del país. En fou el primer president Juan Manuel Sosa Escalada. També en fou membre destacat Basiliano Villamayor.
Juga a l'estadi Tigo La Huerta, amb capacitat per a 10.100 espectadors.
Evolució de l'uniforme:
| 2009-10 | 2011-12 | 2013 | 2014 | 2015 | 2016 | 2017 | 2018 |

| 2019 | 2020 | 2020-21 | 2021-22 | 2022-23 | 2023-24 |

## Palmarès
- Lliga paraguaiana de futbol:[4]
  - 1910, 1917, 1920, 1930, 1943, 1945, 1955, 1976, 2002, 2003, 2006 Apertura, 2007 Clausura, 2008 Apertura, 2008 Clausura, 2010 Clausura, 2012 Clausura, 2014 Apertura, 2014 Clausura, 2016 Apertura, 2017 Apertura, 2021 Apertura, 2022 Apertura, 2023 Apertura, 2023 Clausura, 2024 Apertura
- Copa Paraguai:[5]
  - 2019, 2023
- Supercopa Paraguai:[6]
  - 2023
- Segona divisió paraguaiana de futbol/División Intermedia:
  - 2000
- Plaqueta Millington Drake:
  - 1952
- Torneo Integración:[6]
  - 1975

## Jugadors destacats
- Delfín Benítez Cáceres
- Carlos Bonet
- Pablo Garnier
- Hernán Rodrigo López
- Eulogio Martínez
- Sebastian Fleitas Miranda
- Juan Samudio
- Estanislao Struway
- Juan Bautista Torales
- Justo Villar
- Dante Lopez

## Entrenadors destacats
- Carlos Jara Saguier
- Gerardo Martino
- Sergio Markarián

## Secció de basquetbol
El Club Libertad també disposa d'una secció de basquetbol que juga a la primera divisió del país.

### Palmarès
- Lliga paraguaiana de bàsquet (9): 1958, 1972, 1974, 1977, 1979, 1986, 1987, 1990, 2005.